# Uniper
Die Uniper SE [ˈjuːnipɚ] ist eine börsennotierte Gesellschaft, die 2016 durch Abspaltung der konventionellen Stromerzeugung aus Kohle, Gas, Wasserkraft (ohne Kernenergie) und des globalen Energiehandels von E.ON entstanden ist. Seit Dezember 2022 gehört Uniper zu 99,12 Prozent der Bundesrepublik Deutschland.
Das Unternehmen beschäftigt mehr als 6.800 Mitarbeiter in über 40 Ländern. Der Unternehmenssitz ist Düsseldorf. Dort ist das Hauptquartier im Capricorn-Haus (Holzstraße 6) im Medienhafen angesiedelt. Ein Drittel der Mitarbeiter ist in Deutschland beschäftigt.

## Geschichte

### Gründung und Anfänge (2016–2021)
Im Rahmen komplexer Umwandlungs- und Abspaltungsmaßnahmen bei E.ON, die überwiegend während der Jahre 2015 und 2016 stattfanden, entstand im April 2016 die Uniper SE (SE = Societas Europaea) als konzerninterne Gesellschaft. Unterhalb der Uniper SE wurden die Uniper Beteiligungs GmbH und die Uniper Holding GmbH angeordnet. Letztere fungiert als Holdinggesellschaft für die operativen Unternehmen, insbesondere die Uniper Kraftwerke GmbH. Im Juni 2016 entschieden die Hauptversammlungen der E.ON und der Uniper, Uniper von E.ON abzuspalten. Die wirtschaftliche Ausgründung erfolgte durch eine rückwirkend zum 1. Januar 2016 gültige Übertragung des Uniper-Geschäfts auf 195 Millionen per Erhöhung des Sachkapitals geschaffene neue Aktien. Es war beabsichtigt, die Uniper im ersten Halbjahr 2017 von der E.ON zu entkonsolidieren.
Der Name Uniper ist ein Kunstwort aus unique („einzigartig“) und Performance („Leistungsfähigkeit“). Der Aufsichtsrat wählte den Namensvorschlag eines langjährigen Mitarbeiters aus rund 3000 eingebrachten Ideen aus.
Der Börsengang der Uniper SE erfolgte am 12. September 2016. Die Aktie wurde einen Tag lang in den DAX einbezogen. Das Unternehmen startete mit rund 15.000 Mitarbeitern.
Die Besitzer von zehn E.ON-Aktien erhielten kostenlos eine Uniper-Aktie. Nach dem ersten Jahr an der Börse verzeichnete das Energieunternehmen eine Verdopplung von Aktienkurs und Marktkapitalisierung.
Im Jahr 2017 stieg Uniper über die hundertprozentige Tochtergesellschaft LIQVIS GmbH in den Betrieb von LNG-Tankstellen in Deutschland ein.
Im November 2017 schloss Uniper die Veräußerung der Beteiligung am russischen Gasfeld Juschno-Russkoje ab. Der Uniper-Anteil von 25 Prozent wurde für 1749 Mio. Euro zuzüglich der übertragenen liquiden Mittel an die österreichische OMV-Gruppe veräußert.
Am 7. November 2017 unterbreitete die finnische Fortum ein Übernahmeangebot für Aktien von Uniper. Daraufhin beschloss E.ON am 8. Januar 2018, das Angebot für seine restlichen Anteile an Uniper anzunehmen. Neben den 46,65 % von E.ON gingen weitere 0,47 % an Fortum, für 22 Euro je Aktie. Zwischenzeitlich stieg der Aktienkurs auf einen Höchststand von 26 Euro, nachdem die Aktie mit einem Kurs von 13,12 Euro in das Jahr 2017 gestartet war. Die Übernahme von insgesamt 47,35 % durch Fortum ist nach Erteilung der Zustimmung verschiedener Behörden am 26. Juni 2018 vollzogen worden.
Nach Druck durch den aktivistischen Investor Elliott unter Paul Singer ließ Uniper die Hauptversammlung am 22. Mai 2019 über die Vorbereitung eines Beherrschungsvertrags abstimmen. Der Vertrag sollte Fortum die Kontrolle über Uniper ermöglichen.
Am 4. Juli 2019 haben Uniper und Energetický a Průmyslový Holding (EPH) die Vereinbarungen über den Verkauf der Uniper-Aktivitäten in Frankreich unterzeichnet. Der Verkauf umfasst das französische Vertriebsgeschäft von Uniper, zwei Gaskraftwerke in Saint-Avold (Lothringen), zwei Steinkohlekraftwerke in Saint-Avold und in Gardanne (Provence), das Biomasse-Kraftwerk „Provence 4 Biomasse“ in Gardanne sowie Wind- und Solarstromanlagen. Der neue Name des Unternehmens ist GazelEnergie.

### Geschäftskrise 2022
In Folge des russischen Überfalls auf die Ukraine 2022 und der Reduzierung russischer Gaslieferungen als Reaktion auf die gegen Russland verhängten Sanktionen geriet Uniper in wirtschaftliche Schwierigkeiten, da bei deutlich reduzierter und verteuerter Lieferung von russischem Gas gleichzeitig die vertraglichen Lieferverpflichtungen weiterbestehen.
Am 8. Juli 2022 stellte Uniper daher beim Bund einen Antrag auf Stabilisierungsmaßnahmen, um den Liquiditätsbedarf zu decken, die am 22. Juli 2022 bewilligt wurden. Die Bundesregierung und der finnische Mutterkonzern Fortum schnürten ein Stabilisierungspaket im Umfang von 15 Milliarden Euro:
- Die Kreditlinie der staatlichen KfW für Uniper wird von 2 Milliarden auf 9 Milliarden Euro erhöht.
- Die Bundesrepublik Deutschland erwirbt im Zuge einer Kapitalerhöhung um rund 267 Millionen Euro eine Beteiligung von etwa 30 Prozent an Uniper zum Nominalwert von 1,70 Euro pro Aktie. Der Anteil von Fortum sinkt damit von knapp 80 Prozent auf etwa 56 Prozent.
- Bis zu 7,7 Milliarden Euro wird die Bundesrepublik Deutschland zudem über ein Pflichtwandelinstrument zur Verfügung stellen.[25]

Am 29. August 2022 teilte Uniper mit, dass die bewilligte KfW-Kreditlinie von neun Milliarden Euro ausgeschöpft sei und man eine Erhöhung um weitere 4 Milliarden Euro beantragt habe.
Am 21. September 2022 verständigte sich die Bundesregierung auf ein erweitertes Rettungspaket, das durch die Übernahme von rund 99 % der Uniper-Kapitalanteile durch den Bund eine Verstaatlichung bedeutet:
- Im Rahmen einer 8 Mrd. Euro umfassenden Kapitalerhöhung erwirbt der Bund eine Aktienbeteiligung zum Nominalwert von 1,70 Euro je Aktie.
- Der Bund übernimmt die Aktienbeteiligung von Fortum zum Nominalwert von 1,70 Euro je Aktie, was einem Kaufpreis von etwa 0,48 Mrd. Euro entspricht.
- Ein von Fortum gewährtes Gesellschafterdarlehen sowie eine Garantielinie werden durch Uniper zurückgezahlt bzw. abgelöst, da Fortum jeweils ein Kündigungsrecht bei einer Änderung der Beteiligungsstruktur hat. Die entstehende Liquiditätslücke wird durch Bundesmittel gedeckt.
- Der Bund sichert die Finanzierung des Unternehmens bis zur Umsetzung der Kapitalerhöhung.
- Die übrigen Auflagen der Vereinbarung vom 22. Juli gelten weiterhin, insbesondere Dividendenverbot und Vergütungsbeschränkungen für das Management.

Das Paket kann erst nach Erfüllen verschiedener regulatorischer Anforderungen und nach Genehmigung durch eine außerordentliche Hauptversammlung von Uniper umgesetzt werden und bedarf der beihilferechtlichen Genehmigung durch die Europäische Kommission.
Am 25. Oktober 2022 sah sich der Konzern zu einer Mitteilung nach § 92 AktG gezwungen, da „nunmehr ein Verlust in Höhe von mehr als der Hälfte des Grundkapitals der Gesellschaft eingetreten ist“.
Die Europäische Kommission hat im Zuge der beihilferechtlichen Genehmigung im Dezember 2022 Verkäufe von Unternehmensbeteiligungen als Auflagen erteilt, die bis Ende 2026 abgeschlossen sein müssen:
- Verkauf des Steinkohle-Kraftwerks Datteln IV mit 1100 MW Leistung
- Verkauf des Gaskraftwerk Gönyű im ungarischen Gönyű mit 428 MW Leistung (im Februar 2024 an Veolia verkauft[30])
- Verkauf des Fernwärmegeschäfts in Deutschland (Uniper Wärme GmbH)
- Verkauf des Stromgeschäfts in Nordamerika mit Niederlassungen in Houston, Chicago und Calgary (bis Februar 2025 an mehrere Vertragspartner verkauft[31])
- Verkauf des Handelsgeschäftes mit Schiffstreibstoffen im Mittleren Osten (Uniper Energy DMCC) (Verkauf an ein Konsortium aus Montfort-Group und dem Private Office des Scheichs Ahmed Dalmook Al Maktoum per 31. Mai 2023)[32]
- Verkauf des internationalen Handelsgeschäftes mit Helium und Niederlassungen in Düsseldorf, Singapur und Houston
- Verkauf der 18-%-Beteiligung an der lettischen Gasgesellschaft Latvijas Gaze
- Verkauf der 20-%-Beteiligung an der BBL-Gaspipeline zwischen den Niederlanden und Großbritannien (im Mai 2023 an die Joint-Venture-Partner Gasunie und Fluxys verkauft[33])
- Verkauf der 20-%-Beteiligung an der OPAL-Pipeline
- Verkauf der 84-%-Beteiligung an der russischen Unipro (seit April 2023 unter staatlicher Kontrolle Russlands, Beteiligung abgeschrieben[34])

Im Januar 2025 wurde die LNG-Tankstellengesellschaft LIQVIS von Uniper an Envitec Biogas verkauft.

### Aktionärsstruktur
Im April 2016 hielt E.ON über die E.on Beteiligungen GmbH 47 % der Aktien, 34 % waren zum selben Zeitpunkt im Besitz von institutionellen Investoren, 11 % lagen bei Privatanlegern. Die Halter der restlichen 8 % waren nicht identifiziert.
E.ON kündigte am 8. Januar 2018 an, ihren Anteil von 46,65 % an den Aktien der Uniper SE dem finnischen Energiekonzern Fortum anzudienen. Neben dem Aktienpaket von E.ON wurden Fortum im Rahmen des Übergabeangebots weitere 0,47 % der Aktien angedient. Nach Erhalt behördlicher Genehmigungen ist die Übernahme dieses Anteils durch Fortum am 26. Juni 2018 abschließend vollzogen worden. Im Januar 2019 gab Fortum bekannt, dass sie am Jahresende 2018 49,99 % der Aktien hielt.
Am 8. Oktober 2019 gab Fortum bekannt, sich mit Elliott Management und Knight Vinke Energy Advisors über die Übernahme von weiteren 20,5 % der Anteile geeinigt zu haben. Nach behördlicher Zustimmung wurde die Transaktion im Volumen von 2,3 Mrd. Euro im März 2020 abgeschlossen.
Das Grundkapital der Gesellschaft war 2018 aufgeteilt in rund 366 Millionen Stückaktien. Die Anteile von Fortum wurden als Festbesitz angesehen, die übrigen Anteile galten als Streubesitz. Nach Presseinformationen vom Juli 2022 gehörte Uniper „zu 78 Prozent dem finnischen Konzern Fortum, an dem wiederum die Republik Finnland mit knapp 51 Prozent beteiligt ist“.
Am 19. Dezember 2022 fand eine außerordentliche Hauptversammlung statt. Nachfolgend gab Fortum am 22. Dezember 2022 bekannt, dass der Anteil an Uniper auf 0 % gefallen sei. Gleichzeitig gab die UBG Uniper Beteiligungsholding GmbH am 21. Dezember 2022 bekannt, dass ihr nun 98,56 % der Uniper-Aktien gehören. Die UBG ist eine Beteiligungs-Gesellschaft der Bundesrepublik Deutschland.
Im Zuge der beihilferechtlichen Genehmigung vom Dezember 2022 wurde durch die Europäische Kommission die Auflage erteilt, dass der direkt oder indirekt von der Bundesrepublik Deutschland gehaltene Anteil bis Ende 2028 auf 25 % + 1 Aktie (also auf den geringstmöglichen Anteil zur Ausübung einer Sperrminorität) vermindert werden muss.

### Globaler Energiehandel
Die finanziellen Aktivitäten der Uniper sind im Tochterunternehmen der Uniper Global Commodities SE (UGC) gebündelt. Die Handelsaktivitäten beziehen sich auf das Strom- und Gasportfolio sowie auf die Gasspeicher- und Gastransport-Infrastruktur der Uniper. Hierzu handelt die UGC am Spot- und Terminmarkt für Gas, Kohle, Fracht, Öl, Flüssigerdgas (LNG) und Emissionsrechten an unterschiedlichen Börsen sowie am Over-the-Counter-Market. Gemäß dem Geschäftsbericht 2017 strebte das Energieunternehmen einen Ausbau der Handelsaktivitäten in den Märkten Nordamerika und Asien an.

## Technik

### Stromerzeugung
Uniper zählt international mit 34 GW Erzeugungskapazität zu den großen Erzeugern elektrischer Energie. Den Kraftwerksanlagen des Energiekonzerns liegt eine organisatorische Flottengliederung nach den Energieerzeugungssparten Wasser, Kohle, Gas und Kernenergie zugrunde. Kernmärkte sind neben Deutschland Großbritannien, Schweden und die Benelux-Länder. In Russland befanden sich in den Industrieregionen Zentralrussland, Ural und Westsibirien fünf Kraftwerke der Uniper. Diese deckten 5 Prozent des landesweiten Strombedarfs.

### Energiespeicherung
Als Tochter der Uniper-Gruppe ist die Uniper Energy Storage GmbH eine eingetragene Gasspeichergesellschaft, die die Aktivitäten Unipers zur Speicherung von Gas europaweit zentralisiert. Sie betreibt Gasspeicher mit ungefähr 9 Milliarden m3 Arbeitsgas an Standorten in Deutschland, Österreich und Großbritannien. Laut Medienberichten beabsichtigt das Energieunternehmen mit den Gaskraftwerken einen Beitrag zur Energiewende zu leisten. Die Uniper Energy Storage GmbH strebt an, zukünftig auch die Speicherung von Strom mithilfe von großtechnischen Batterielösungen zu realisieren.
Mit den Power-to-Gas-Anlagen WindGas Falkenhagen und WindGas Hamburg werden daneben erneuerbare Energie in Form von Strom, Gas oder Wärme zwischengespeichert. Durch Elektrolyse wird die gewonnene Windenergie in Wasserstoff umgewandelt und in das Gasnetz vor Ort eingespeist. Im Mai 2018 wurde die Anlage in Falkenhagen um eine Methanisierungsanlage erweitert, um eine breitere konventionelle Nutzung zu ermöglichen.

## Betriebene Kraftwerke und Anlagen

### Deutschland
Eine Liste der in Deutschland betriebenen Kraftwerke befindet sich im Artikel Uniper Kraftwerke.

### Europa
Uniper betreibt darüber hinaus weitere Kraftwerke in mehreren europäischen Ländern:
| Standort                 | Land        | Energieträger | Leistung | Anmerkungen        |
| ------------------------ | ----------- | ------------- | -------- | ------------------ |
| Connah’s Quay            | Wales       | Erdgas        | 1380 MW  |                    |
| Cottam                   | England     | Erdgas        | 395 MW   |                    |
| Isle of Grain            | England     | Erdgas        | 1275 MW  |                    |
| Enfield                  | England     | Erdgas        | 408 MW   |                    |
| Killingholme             | England     | Erdgas        | 600 MW   |                    |
| Taylors Lane (Willesden) | England     | Erdgas        | 132 MW   |                    |
| Ratcliffe-on-Soar        | England     | Steinkohle    | 2000 MW  |                    |
| Kernkraftwerk Oskarshamn | Schweden    | Kernenergie   | 2308 MW  | 54,5 % Beteiligung |
| Kernkraftwerk Ringhals   | Schweden    | Kernenergie   | 3820 MW  | 29,6 % Beteiligung |
| Kernkraftwerk Forsmark   | Schweden    | Kernenergie   | 3157 MW  | 8,5 % Beteiligung  |
| Maasvlakte               | Niederlande | Steinkohle    | 2180 MW  |                    |
| Rotterdam                | Niederlande | Erdgas        | 269 MW   |                    |
| Den Haag                 | Niederlande | Erdgas        | 112 MW   |                    |
| Leiden                   | Niederlande | Erdgas        | 83 MW    |                    |
| Maasvlakte               | Niederlande | Erdgas        | 78 MW    |                    |

Außer den hier aufgeführten thermischen Kraftwerken gehören Uniper in Schweden über 70 Wasserkraftwerke mit einer Kapazität von 1.553 MW.

### Russland
Die Uniper-Tochter Unipro (Юнипро) hat in Russland fünf Gas- und Kohlekraftwerke in den Regionen Zentralrussland, Ural und Westsibirien betrieben. Diese Kraftwerke decken rund 5 Prozent des russischen Strombedarfs:
Im April 2023 sind die russischen Kraftwerke beschlagnahmt und diese der Bundesagentur für staatliche Immobilienverwaltung Rosimushestvo unterstellt worden.
| Standort                                                           | Land     | Energieträger      | Leistung | Anmerkungen |
| ------------------------------------------------------------------ | -------- | ------------------ | -------- | ----------- |
| Berezovskaya/Berjosowskaja GRES (Scharypowo in Region Krasnojarsk) | Russland | Braunkohle         | 2400 MW  | [ 60 ]      |
| Schaturskaja GRES (Schatura in Oblast Moskau)                      | Russland | Erdgas, Steinkohle | 1500 MW  | [ 61 ]      |
| Smolenskaya (Oblast Smolensk)                                      | Russland | Erdgas, Steinkohle | 630 MW   | [ 62 ]      |
| Surgutskaya (Oblast Tjumen)                                        | Russland | Erdgas             | 5667 MW  | [ 63 ]      |
| Yaivinskaya (Region Perm)                                          | Russland | Erdgas, Steinkohle | 1048 MW  | [ 64 ]      |

## Kennzahlen
Die Unternehmenskennzahlen haben sich wie folgt entwickelt:
| Jahr                                | 2017   | 2018   | 2019   | 2020   | 2021    | 2022    | 2023    |
| ----------------------------------- | ------ | ------ | ------ | ------ | ------- | ------- | ------- |
| Umsatz (in Mio. Euro)               | 72.238 | 78.176 | 65.804 | 50.968 | 163.979 | 274.121 | 107.915 |
| Ergebnis nach Steuer (in Mio. Euro) | −656   | −452   | 610    | 397    | −4.169  | −18.979 | 6.308   |
| Bilanzsumme (in Mio. Euro)          | 48.302 | 57.675 | 49.424 | 44.637 | 157.478 | 146.489 | 64.694  |
| Anzahl Mitarbeiter                  | 12.180 | 11.780 | 11.532 | 11.751 | 11.494  | 7.008   | 6.863   |